# Randolph Caldecott
Pour les articles homonymes, voir Caldecott.
Randolph Caldecott est un artiste peintre et illustrateur britannique, né à Chester dans le Cheshire le 22 mars 1846 et mort à Saint Augustine (Floride) le 12 février 1886. 
Il est connu pour ses illustrations de livres pour enfants, au point qu'une récompense porte aujourd'hui son nom, la médaille Caldecott de l'American Library Association, décernée au meilleur illustrateur de livre pour enfant de l'année.
Il a produit de nombreux dessins de cavaliers et de chasse à courre. Le magazine The Artist (Londres, 1880-1902) a reproduit un nombre important de ses compositions.
Son influence est notable auprès de nombreux artistes, comme les britanniques Cecil Aldin et Harry B. Neilson ou le français Harry Eliott.

## Ouvrages traduits en français
- Scènes humoristiques, Paris, Hachette, 1882.
- Nouvelles scènes humoristiques, Paris, Hachette, 1887.
- Dernières scènes humoristiques, Paris, Hachette, 1887.

## Galerie

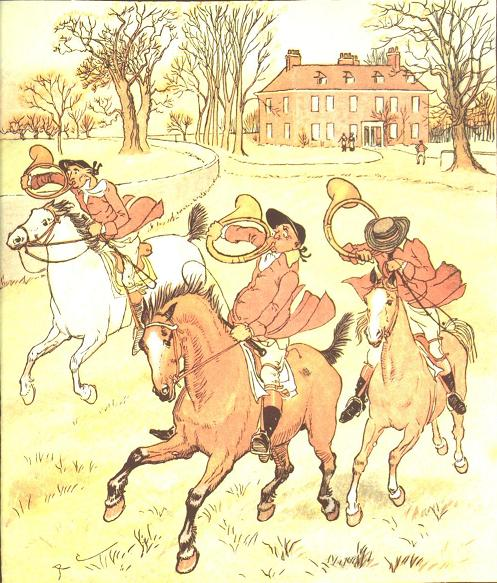
Three jovial hunstmen
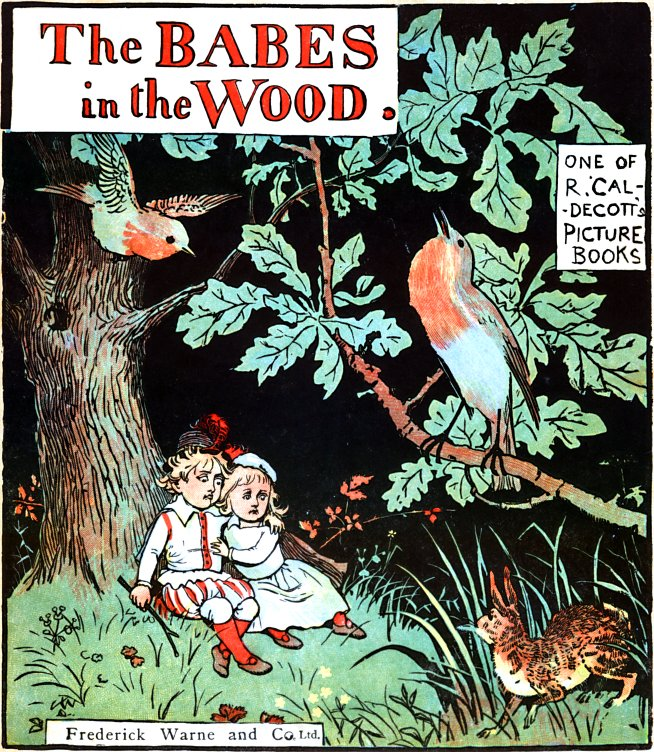
Couverture du livre The Babes in the Wood